# Meg White
Meg Martha White (født 10. december 1974 i Grosse Pointe Farms, Michigan) er en amerikansk sanger og musiker, kendt som trommeslager i The White Stripes.
I 1996 blev hun gift med bandets guitarist, Jack White. De blev skilt i 2000, men spiller fortsat sammen i bandet.[kilde mangler]
Forældrene var Walter Hackett White, Jr. og Catherine White. Hun har en søster ved navn Heather.[kilde mangler]